# Humanistisch raadsman
De humanistisch raadsman of raadsvrouw is een professional die zorg in de vorm van geestelijke begeleiding biedt. 
Humanistisch raadslieden werken binnen de zorg, defensie, justitie en/of als vrijgevestigde. Zij richten zich op levensvragen bij patiënten, militairen, gedetineerden of anderen. Humanistisch raadslieden putten uit het humanisme als levensbeschouwing, hebben een ambtsgeheim en een beroepscode en leggen over de inhoud van hun werk verantwoording af aan het Humanistisch Verbond.